# 토마스자이언트사슴쥐
토마스자이언트사슴쥐(Megadontomys thomasi)는 비단털쥐과에 속하는 설치류의 일종이다. 멕시코에서만 발견된다.